# Crespià
Crespià est une commune espagnole de la province de Gérone, en Catalogne, en Espagne dans la comarque de Pla de l'Estany.